# Baywatch – Die Rettungsschwimmer von Malibu/Episodenliste
Diese Episodenliste enthält alle Episoden der US-amerikanischen Fernsehserie Baywatch – Die Rettungsschwimmer von Malibu, sortiert nach der US-amerikanischen Erstausstrahlung. Zwischen 1989 und 2001 entstanden in elf Staffeln insgesamt 243 Episoden mit einer Länge von jeweils etwa 45 Minuten.

## Übersicht
| Staffel | Episodenanzahl | Erstausstrahlung USA | Erstausstrahlung USA | Deutschsprachige Erstausstrahlung | Deutschsprachige Erstausstrahlung |
| Staffel | Episodenanzahl | Staffelpremiere      | Staffelfinale        | Staffelpremiere                   | Staffelfinale                     |
| ------- | -------------- | -------------------- | -------------------- | --------------------------------- | --------------------------------- |
| 1       | 23             | 23. April 1989       | 6. April 1990        | 31. August 1990                   | 31. Januar 1991                   |
| 2       | 22             | 23. September 1991   | 18. Mai 1992         | 20. September 1992                | 23. Mai 1993                      |
| 3       | 22             | 14. September 1992   | 10. Mai 1993         | 8. August 1993                    | 23. August 1995                   |
| 4       | 22             | 20. September 1993   | 16. Mai 1994         | 12. Juni 1994                     | 6. November 1994                  |
| 5       | 22             | 26. September 1994   | 22. Mai 1995         | 22. September 1995                | 16. Oktober 1995                  |
| 6       | 22             | 25. September 1995   | 13. Mai 1996         | 31. August 1996                   | 18. Januar 1997                   |
| 7       | 22             | 23. September 1996   | 12. Mai 1997         | 3. März 1998                      | 2. April 1998                     |
| 8       | 22             | 22. September 1997   | 18. Mai 1998         | 8. Februar 1999                   | 9. März 1999                      |
| 9       | 22             | 21. September 1998   | 17. Mai 1999         | 4. Oktober 1999                   | 9. November 1999                  |
| 10      | 22             | 20. September 1999   | 15. Mai 2000         | 2. Juli 2000                      | 26. November 2000                 |
| 11      | 22             | 2. Oktober 2000      | 14. Mai 2001         | 19. Juli 2008                     | 28. September 2008                |

## Staffel 1
Die Erstausstrahlung der ersten Staffel war vom 23. April 1989 bis zum 6. April 1990 auf dem US-amerikanischen Sender NBC zu sehen. Die deutschsprachige Erstausstrahlung fand vom 31. August 1990 bis zum 31. Januar 1991 auf dem Sender Das Erste statt.
| Nr. (ges.) | Nr. (St.) | Deutscher Titel                | Originaltitel                 | Erstausstrahlung USA | Deutschsprachige Erstausstrahlung (D) | Regie              | Drehbuch                                                                                 |
| ---------- | --------- | ------------------------------ | ----------------------------- | -------------------- | ------------------------------------- | ------------------ | ---------------------------------------------------------------------------------------- |
| 1          | 1         | Pilot                          | Panic at Malibu Pier          | 23. Apr. 1989        | 31. Aug. 1990                         | Richard Compton    | Michael Berk & Douglas Schwartz Idee: Michael Berk, Douglas Schwartz & Gregory J. Bonann |
| 2          | 2         | Pilot – Teil 2                 | Panic at Malibu Pier – Part 2 | 23. Apr. 1989        | 31. Aug. 1990                         | Richard Compton    | Michael Berk & Douglas Schwartz Idee: Michael Berk, Douglas Schwartz & Gregory J. Bonann |
| 3          | 3         | Tod auf dem Surfbrett          | In Deep                       | 22. Sep. 1989        | 6. Sep. 1990                          | Peter Hunt         | Michael Berk & Douglas Schwartz                                                          |
| 4          | 4         | Die große Hitze                | Heat Wave                     | 29. Sep. 1989        | 13. Sep. 1990                         | Gus Trikonis       | Ernie Wallengren                                                                         |
| 5          | 5         | Schatten der Vergangenheit     | Second Wave                   | 13. Okt. 1989        | 20. Sep. 1990                         | Scott Brazil       | Jill Donner                                                                              |
| 6          | 6         | Die Pirateninsel               | Message in a Bottle           | 20. Okt. 1989        | 27. Sep. 1990                         | Kim Manners        | Terry Erwin                                                                              |
| 7          | 7         | Der große Fischzug             | The Sky Is Falling            | 27. Okt. 1989        | 4. Okt. 1990                          | Kim Manners        | William Rabkin & Lee Goldberg                                                            |
| 8          | 8         | Mord durch Ertrinken           | The Drowning Pool             | 3. Nov. 1989         | 11. Okt. 1990                         | Mario DiLeo        | William A. Schwartz                                                                      |
| 9          | 9         | Ein romantisches Wochenende    | Rookie School                 | 10. Nov. 1989        | 18. Okt. 1990                         | Bruce Seth Green   | Lee Goldberg & William Rabkin                                                            |
| 10         | 10        | Schiffbruch                    | Cruise Ship                   | 24. Nov. 1989        | 8. Nov. 1990                          | Tommy Lee Wallace  | Jill Donner & William A. Schwartz                                                        |
| 11         | 11        | Der Tod im Strandhotel         | The Cretin of the Shallows    | 1. Dez. 1989         | 25. Okt. 1990                         | Vern Gillum        | William A. Schwartz & Ernie Wallengren                                                   |
| 12         | 12        | Geiseln im Sturm               | Shelter Me                    | 8. Dez. 1989         | 15. Nov. 1990                         | Scott Brazil       | Terry Erwin                                                                              |
| 13         | 13        | Alte Liebe rostet nicht        | The Reunion                   | 15. Dez. 1989        | 22. Nov. 1990                         | Rob S. Bowman      | W. Reed Moran                                                                            |
| 14         | 14        | Fünf Dollar für die Pier       | Armored Car                   | 5. Jan. 1990         | 29. Nov. 1990                         | Michael Ray Rhodes | Lee Goldberg & William Rabkin Idee: Michael Berk & Douglas Schwartz                      |
| 15         | 15        | Kampf der Seehunde             | Home Cort                     | 12. Jan. 1990        | 6. Dez. 1990                          | Paul Schneider     | Terry Erwin & William A. Schwartz                                                        |
| 16         | 16        | Urlaub vom Strand              | We Need a Vacation            | 26. Jan. 1990        | 13. Dez. 1990                         | Gus Trikonis       | Lee Goldberg & William Rabkin                                                            |
| 17         | 17        | Reißende Wasser                | Muddy Waters                  | 2. Feb. 1990         | 20. Dez. 1990                         | Paul Schneider     | William A. Schwartz & Terry Erwin                                                        |
| 18         | 18        | Das Schiff der Verlierer       | Snake Eyes                    | 9. Feb. 1990         | 27. Dez. 1990                         | Gus Trikonis       | Kate Boutilier                                                                           |
| 19         | 19        | Die Nacht des schwarzen Mondes | Eclipse                       | 23. Feb. 1990        | 3. Jan. 1991                          | Paul Schneider     | Claire Whitaker                                                                          |
| 20         | 20        | Haie!                          | Shark Derby                   | 2. März 1990         | 10. Jan. 1991                         | Gregory J. Bonann  | Kate Boutilier & Terry Erwin                                                             |
| 21         | 21        | Das Wasserskirennen            | The Big Race                  | 16. März 1990        | 17. Jan. 1991                         | Kevin Inch         | Rolf Wallengren                                                                          |
| 22         | 22        | Fliegende Fische               | Old Friends                   | 30. März 1990        | 24. Jan. 1991                         | Douglas Schwartz   | William A. Schwartz                                                                      |
| 23         | 23        | Erdbeben                       | The End?                      | 6. Apr. 1990         | 31. Jan. 1991                         | Reza Badiyi        | Lee Goldberg & William Rabkin                                                            |

## Staffel 2
Die US-amerikanische Erstausstrahlung der zweiten Staffel erfolgte vom 23. September 1991 bis zum 18. Mai 1992 (Content-Syndication). Die deutschsprachige Erstausstrahlung fand vom 20. September 1992 bis zum 23. Mai 1993 auf dem Sender Sat.1 statt.
| Nr. (ges.) | Nr. (St.) | Deutscher Titel                | Originaltitel                             | Erstausstrahlung USA | Deutschsprachige Erstausstrahlung (D) | Regie                                | Drehbuch                                         |
| ---------- | --------- | ------------------------------ | ----------------------------------------- | -------------------- | ------------------------------------- | ------------------------------------ | ------------------------------------------------ |
| 24         | 1         | Alptraum unter Wasser – Teil 1 | Nightmare Bay – Part 1                    | 23. Sep. 1991        | 20. Sep. 1992                         | Gregory J. Bonann                    | Michael Berk & Douglas Schwartz                  |
| 25         | 2         | Alptraum unter Wasser – Teil 2 | Nightmare Bay – Part 2                    | 23. Sep. 1991        | 20. Sep. 1992                         | Gregory J. Bonann                    | Michael Berk & Douglas Schwartz                  |
| 26         | 3         | Der Messerstecher              | The One That Got Away                     | 30. Sep. 1991        | 1. Nov. 1992                          | Gus Trikonis                         | Ronni Kern                                       |
| 27         | 4         | Die Macht des Geldes           | Money, Honey                              | 7. Okt. 1991         | 11. Okt. 1992                         | Monte Markham                        | Alan Swyer                                       |
| 28         | 5         | Gefahr unter der Pier          | Fabulous Buchannon Boys                   | 14. Okt. 1991        | 18. Okt. 1992                         | Gus Trikonis                         | W. Reed Moran                                    |
| 29         | 6         | Strandkrieg                    | Point of Attack                           | 21. Okt. 1991        | 15. Nov. 1992                         | Alan Myerson                         | Alan Swyer                                       |
| 30         | 7         | Schwere Zeiten für Charlie     | Sandcastles                               | 28. Okt. 1991        | 14. März 1993                         | Monte Markham                        | Garner Simmons                                   |
| 31         | 8         | Ein Hund im Wasser             | Thin or Die                               | 4. Nov. 1991         | 8. Nov. 1992                          | Douglas Schwartz                     | Deborah Schwartz & Douglas Schwartz              |
| 32         | 9         | Eddie unter Anklage – Teil 1   | The Trophy – Part 1                       | 11. Nov. 1991        | 27. Sep. 1992                         | Douglas Schwartz                     | David Braff                                      |
| 33         | 10        | Eddie unter Anklage – Teil 2   | The Trophy – Part 2                       | 18. Nov. 1991        | 4. Okt. 1992                          | Douglas Schwartz                     | Michael Berk                                     |
| 34         | 11        | Küss mich unter Wasser         | If Looks Could Kill                       | 25. Nov. 1991        | 7. März 1993                          | Douglas Schwartz                     | I.C. Rapoport & Michael Berk Idee: I.C. Rapoport |
| 35         | 12        | Alte Liebe                     | Reunion                                   | 27. Jan. 1992        | 25. Okt. 1992                         | Gus Trikonis                         | Michael Berk Idee: Jill Donner & Michael Berk    |
| 36         | 13        | Nervenkrieg                    | War of Nerves                             | 3. Feb. 1992         | 18. Apr. 1993                         | Douglas Schwartz                     | Deborah Schwartz & Douglas Schwartz              |
| 37         | 14        | Wellenangst                    | Big Monday                                | 10. Feb. 1992        | 11. Apr. 1993                         | Gregory J. Bonann                    | Gary Capo, Julian Whatley & Michael Berk         |
| 38         | 15        | Hobies Angstträume             | Sea of Flames                             | 17. Feb. 1992        | 28. März 1993                         | Gregory J. Bonann & Douglas Schwartz | Michael Berk                                     |
| 39         | 16        | Die Schiffbrüchigen            | Now Sit Right Back and You’ll Hear a Tale | 24. Feb. 1992        | 2. Mai 1993                           | Douglas Schwartz                     | Lloyd J. Schwartz                                |
| 40         | 17        | Gefangen in der Tiefe          | The Chamber                               | 2. März 1992         | 21. März 1993                         | Gregory J. Bonann                    | Alan Swyer & Gregg Segal                         |
| 41         | 18        | Die Tote aus der Haibucht      | Sharks Cove                               | 20. Apr. 1992        | 9. Mai 1993                           | Monte Markham                        | Deborah Schwartz & Douglas Schwartz              |
| 42         | 19        | Der Strandpoet                 | Lost Treasure of Tower 12                 | 27. Apr. 1992        | 16. Mai 1993                          | Cliff Bole                           | Glenn A. Bruce & David Braff                     |
| 43         | 20        | Die Umweltsünder               | The Big Spill                             | 4. Mai 1992          | 25. Apr. 1993                         | Cliff Bole                           | David Braff                                      |
| 44         | 21        | Das Pokerschiff                | Game of Chance                            | 11. Mai 1992         | 4. Apr. 1993                          | Georg Fenady                         | David Braff                                      |
| 45         | 22        | Ein unvergesslicher Sommer     | Summer of ’85                             | 18. Mai 1992         | 23. Mai 1993                          | Michael Berk                         | Michael Berk                                     |

## Staffel 3
Die US-amerikanische Erstausstrahlung der dritten Staffel erfolgte vom 14. September 1992 bis zum 10. Mai 1993 (Content-Syndication). Die deutschsprachige Erstausstrahlung fand vom 8. August 1993 bis zum 23. August 1995 auf dem Sender Sat.1 statt.
| Nr. (ges.) | Nr. (St.) | Deutscher Titel                                  | Originaltitel                 | Erstausstrahlung USA | Deutschsprachige Erstausstrahlung (D) | Regie             | Drehbuch                                   |
| ---------- | --------- | ------------------------------------------------ | ----------------------------- | -------------------- | ------------------------------------- | ----------------- | ------------------------------------------ |
| 46         | 1         | Gefährliche Abenteuer im Goldgräberland – Teil 1 | River Of No Return – Part 1   | 14. Sep. 1992        | 8. Aug. 1993                          | Douglas Schwartz  | Michael Berk & Douglas Schwartz            |
| 47         | 2         | Gefährliche Abenteuer im Goldgräberland – Teil 2 | River Of No Return – Part 2   | 21. Sep. 1992        | 15. Aug. 1993                         | Douglas Schwartz  | Michael Berk & Douglas Schwartz            |
| 48         | 3         | Tödliche Gefahr in der Tequila Bay               | Tequila Bay                   | 28. Sep. 1992        | 22. Aug. 1993                         | Lyndon Chubbuck   | David Braff                                |
| 49         | 4         | Harte Schule                                     | Rookie of the Year            | 5. Okt. 1992         | 29. Aug. 1993                         | Gus Trikonis      | Deborah Schwartz & Gregory J. Bonann       |
| 50         | 5         | Zwischen zwei Fronten                            | Pier Pressure                 | 12. Okt. 1992        | 5. Sep. 1993                          | Gus Trikonis      | Deborah Schwartz & Douglas Schwartz        |
| 51         | 6         | Konkurrenzkampf                                  | Showdown at Malibu Beach High | 19. Okt. 1992        | 12. Sep. 1993                         | Douglas Schwartz  | Michael Berk & Douglas Schwartz            |
| 52         | 7         | Showdown auf den Klippen                         | Point Doom                    | 26. Okt. 1992        | 19. Sep. 1993                         | Gregory J. Bonann | Dan Peterson & David Trim                  |
| 53         | 8         | Königliche Romanze                               | Princess of Tides             | 2. Nov. 1992         | 26. Sep. 1993                         | Parker Stevenson  | Michael Berk & Peter Kiwitt                |
| 54         | 9         | Lebensgefährliche Maskerade                      | Masquerade                    | 9. Nov. 1992         | 3. Okt. 1993                          | Heather Hill      | I.C. Rapoport                              |
| 55         | 10        | In der Basketball-Szene                          | Lifeguards Can’t Jump         | 16. Nov. 1992        | 10. Okt. 1993                         | Gregory J. Bonann | Lloyd J. Schwartz                          |
| 56         | 11        | Ein teuflischer Plan                             | Dead of Summer                | 23. Nov. 1992        | 17. Okt. 1993                         | Cliff Bole        | Terry Erwin                                |
| 57         | 12        | Späte Einsicht                                   | A Matter of Life and Death    | 4. Jan. 1993         | 24. Okt. 1993                         | Sidney Hayers     | Gary Capo, Julian Whatley & Michael Berk   |
| 58         | 13        | Insel der Romantik                               | Island of Romance             | 11. Jan. 1993        | 23. Jan. 1994                         | Gregory J. Bonann | Michael Berk & Deborah Schwartz            |
| 59         | 14        | Außerirdische unter uns?                         | Strangers Among Us            | 18. Jan. 1993        | 21. Nov. 1993                         | Alan Myerson      | John Whelpley                              |
| 60         | 15        | Urlaub in der Hölle – Teil 1                     | Vacation – Part 1             | 25. Jan. 1993        | 7. Nov. 1993                          | Gus Trikonis      | David Braff                                |
| 61         | 16        | Urlaub in der Hölle – Teil 2                     | Vacation – Part 2             | 1. Feb. 1993         | 14. Nov. 1993                         | Gus Trikonis      | David Braff                                |
| 62         | 17        | Die Geiselnahme                                  | The Tower                     | 8. Feb. 1993         | 23. Aug. 1995                         | Gregory J. Bonann | Deborah Schwartz & Michael Berk            |
| 63         | 18        | Überfall in Malibu                               | Stakeout at Surfrider Beach   | 15. Feb. 1993        | 19. Dez. 1993                         | Parker Stevenson  | David Braff Idee: Jim Hilton               |
| 64         | 19        | Schwerer Schlag für Mitch – Teil 1               | Shattered – Part 1            | 19. Apr. 1993        | 28. Nov. 1993                         | Douglas Schwartz  | Deborah Schwartz                           |
| 65         | 20        | Schwerer Schlag für Mitch – Teil 2               | Shattered – Part 2            | 26. Apr. 1993        | 5. Dez. 1993                          | Douglas Schwartz  | Deborah Schwartz                           |
| 66         | 21        | Schmutzige Kämpfe                                | Kicks                         | 3. Mai 1993          | 9. Jan. 1994                          | Michael Berk      | Michele Berk, Trish Garland & Peter Kiwitt |
| 67         | 22        | Der australische Alptraum                        | Fatal Exchange                | 10. Mai 1993         | 16. Jan. 1994                         | Paul Cajero       | David Braff                                |

## Staffel 4
Die US-amerikanische Erstausstrahlung der vierten Staffel erfolgte vom 20. September 1993 bis zum 16. Mai 1994 (Content-Syndication). Die deutschsprachige Erstausstrahlung fand vom 12. Juni bis zum 6. November 1994 auf dem Sender Sat.1 statt.
| Nr. (ges.) | Nr. (St.) | Deutscher Titel                  | Originaltitel              | Erstausstrahlung USA | Deutschsprachige Erstausstrahlung (D) | Regie             | Drehbuch                                      |
| ---------- | --------- | -------------------------------- | -------------------------- | -------------------- | ------------------------------------- | ----------------- | --------------------------------------------- |
| 68         | 1         | Wettlauf mit der Zeit – Teil 1   | Race Against Time – Part 1 | 20. Sep. 1993        | 12. Juni 1994                         | Gregory J. Bonann | Michael Berk & Deborah Schwartz               |
| 69         | 2         | Wettlauf mit der Zeit – Teil 2   | Race Against Time – Part 2 | 20. Sep. 1993        | 12. Juni 1994                         | Gregory J. Bonann | Michael Berk & Deborah Schwartz               |
| 70         | 3         | Die Bucht der Liebenden          | Lover’s Cove               | 27. Sep. 1993        | 19. Juni 1994                         | Gus Trikonis      | Steven Barnes                                 |
| 71         | 4         | Hobie und der Riese              | Blindside                  | 4. Okt. 1993         | 26. Juni 1994                         | Douglas Schwartz  | Deborah Schwartz                              |
| 72         | 5         | Der Ballonfahrer                 | Sky Rider                  | 11. Okt. 1993        | 3. Juli 1994                          | Lyndon Chubbuck   | Michael Berk & Sherri Ziff                    |
| 73         | 6         | In den Fängen des Bösen – Teil 1 | Tentacles – Part 1         | 18. Okt. 1993        | 10. Juli 1994                         | Lyndon Chubbuck   | Michael Berk Idee: Michael Berk & Sherri Ziff |
| 74         | 7         | In den Fängen des Bösen – Teil 2 | Tentacles – Part 2         | 25. Okt. 1993        | 17. Juli 1994                         | Gregory J. Bonann | Michael Berk Idee: Michael Berk & Sherri Ziff |
| 75         | 8         | Die Schuldfrage                  | Submersion                 | 1. Nov. 1993         | 24. Juli 1994                         | Gregory J. Bonann | Michael Berk                                  |
| 76         | 9         | Ein mörderischer Wettkampf       | Ironman Buchannon          | 8. Nov. 1993         | 31. Juli 1994                         | Douglas Schwartz  | David Braff                                   |
| 77         | 10        | Die Graffiti-Gang                | Tower of Power             | 15. Nov. 1993        | 7. Aug. 1994                          | Gus Trikonis      | David Braff                                   |
| 78         | 11        | Strandolympiade                  | The Child Inside           | 22. Nov. 1993        | 14. Aug. 1994                         | Douglas Schwartz  | Deborah Schwartz                              |
| 79         | 12        | Zwischen zwei Frauen             | Second Time Around         | 17. Jan. 1994        | 21. Aug. 1994                         | Lyndon Chubbuck   | Garner Simmons                                |
| 80         | 13        | Damals und heute                 | The Red Knights            | 24. Jan. 1994        | 28. Aug. 1994                         | Cliff Bole        | Elroy Schwartz                                |
| 81         | 14        | Spuk im Hotel – Teil 1           | Coronado Del Soul – Part 1 | 31. Jan. 1994        | 4. Sep. 1994                          | Gus Trikonis      | David Braff                                   |
| 82         | 15        | Spuk im Hotel – Teil 2           | Coronado Del Soul – Part 2 | 7. Feb. 1994         | 11. Sep. 1994                         | Gus Trikonis      | David Braff                                   |
| 83         | 16        | Gefährliches Spiel               | Mirror, Mirror             | 14. Feb. 1994        | 18. Sep. 1994                         | Douglas Schwartz  | Deborah Schwartz                              |
| 84         | 17        | Tödliches Wissen                 | The Falcon Manifesto       | 21. Feb. 1994        | 25. Sep. 1994                         | Charles Braverman | Michele Berk & Susan Hamilton Brin            |
| 85         | 18        | Filmteam am Strand               | Rescue Bay                 | 28. Feb. 1994        | 2. Okt. 1994                          | Gregory J. Bonann | Steven Barnes                                 |
| 86         | 19        | Jesse findet heim                | Western Exposure           | 25. Apr. 1994        | 23. Okt. 1994                         | Gregory J. Bonann | Deborah Schwartz                              |
| 87         | 20        | Rettungsschwimmer in Bedrängnis  | The Life You Save          | 2. Mai 1994          | 6. Nov. 1994                          | Michael Berk      | Michael Berk                                  |
| 88         | 21        | Schlagabtausch                   | Trading Places             | 9. Mai 1994          | 9. Okt. 1994                          | Paul Cajero       | David Braff                                   |
| 89         | 22        | Fracht aus Hongkong              | Guys & Dolls               | 16. Mai 1994         | 16. Okt. 1994                         | Cliff Bole        | David Braff                                   |

## Staffel 5
Die US-amerikanische Erstausstrahlung der fünften Staffel erfolgte vom 26. September 1994 bis zum 22. Mai 1995 (Content-Syndication). Die deutschsprachige Erstausstrahlung fand vom 22. September bis zum 16. Oktober 1995 auf dem Sender Sat.1 statt.
| Nr. (ges.) | Nr. (St.) | Deutscher Titel                  | Originaltitel                         | Erstausstrahlung USA | Deutschsprachige Erstausstrahlung (D) | Regie             | Drehbuch                            |
| ---------- | --------- | -------------------------------- | ------------------------------------- | -------------------- | ------------------------------------- | ----------------- | ----------------------------------- |
| 90         | 1         | Das große Beben – Teil 1         | Livin’ On The Fault Line – Part 1     | 26. Sep. 1994        | 22. Sep. 1995                         | Gregory J. Bonann | Michael Berk                        |
| 91         | 2         | Das große Beben – Teil 2         | Livin’ On The Fault Line – Part 2     | 3. Okt. 1994         | 23. Sep. 1995                         | Gregory J. Bonann | Michael Berk                        |
| 92         | 3         | Nachbeben                        | Aftershock                            | 10. Okt. 1994        | 25. Sep. 1995                         | Gus Trikonis      | David Braff                         |
| 93         | 4         | Das Baja-Rennen                  | Baja Run                              | 17. Okt. 1994        | 26. Sep. 1995                         | Douglas Schwartz  | Deborah Schwartz                    |
| 94         | 5         | Hobie und die Drachenflieger     | Air Buchannon                         | 24. Okt. 1994        | 27. Sep. 1995                         | Roy Campanella II | David Braff                         |
| 95         | 6         | Carters Vater                    | Short Sighted                         | 31. Okt. 1994        | 28. Sep. 1995                         | Douglas Schwartz  | Deborah Schwartz                    |
| 96         | 7         | Agenten mit Herz                 | Someone to Baywatch Over You          | 7. Nov. 1994         | 29. Sep. 1995                         | Reza Badiyi       | Kimmer Ringwald                     |
| 97         | 8         | Larrys großer Coup               | KGAS, the Groove-Yard of Solid Gold   | 14. Nov. 1994        | 2. Okt. 1995                          | Charles Winkler   | Reuben Leder                        |
| 98         | 9         | Der heiße Wind                   | Red Wind                              | 21. Nov. 1994        | 9. Okt. 1995                          | Gregory J. Bonann | Eric Blakeney                       |
| 99         | 10        | Die Midlife-Crisis               | I, Spike                              | 28. Nov. 1994        | 30. Sep. 1995                         | Gregory J. Bonann | Michael Berk                        |
| 100        | 11        | Kalifornische Weihnacht – Teil 1 | Silent Night, Baywatch Night – Part 1 | 5. Dez. 1994         | 4. Okt. 1995                          | Douglas Schwartz  | Deborah Schwartz                    |
| 101        | 12        | Kalifornische Weihnacht – Teil 2 | Silent Night, Baywatch Night – Part 2 | 12. Dez. 1994        | 5. Okt. 1995                          | Douglas Schwartz  | Deborah Schwartz                    |
| 102        | 13        | Mitch und die fremde Frau        | Rubber Ducky                          | 30. Jan. 1995        | 3. Okt. 1995                          | Gregory J. Bonann | David Braff                         |
| 103        | 14        | Gefahrenvolle Rückkehr           | Homecoming                            | 6. Feb. 1995         | 16. Okt. 1995                         | Gus Trikonis      | Steven Barnes                       |
| 104        | 15        | Letzte Tage                      | Seize the Day                         | 13. Feb. 1995        | 12. Okt. 1995                         | Douglas Schwartz  | Deborah Schwartz                    |
| 105        | 16        | Wahre Hilfe                      | A Little Help From My Friends         | 20. Feb. 1995        | 13. Okt. 1995                         | Michael Berk      | Michele Berk & Susan Hamilton Brin  |
| 106        | 17        | Das Vatertags-Vermächtnis        | Father’s Day                          | 27. Feb. 1995        | 7. Okt. 1995                          | Gregory J. Bonann | Michael Berk & Tanquil Lisa Collins |
| 107        | 18        | Kein Mann wie Samt und Seide     | Fire with Fire                        | 24. Apr. 1995        | 16. Okt. 1995                         | Michael Preece    | David Braff                         |
| 108        | 19        | Taucht Jamie wieder auf?         | Deep Trouble                          | 1. Mai 1995          | 6. Okt. 1995                          | Gus Trikonis      | John Allen Nelson & Max Strom       |
| 109        | 20        | Badenixen und Boatpeople         | Promised Land                         | 8. Mai 1995          | 11. Okt. 1995                         | Paul Cajero       | David Braff                         |
| 110        | 21        | Miss Molly                       | The Runaways                          | 15. Mai 1995         | 14. Okt. 1995                         | Lewis Stout       | David Braff                         |
| 111        | 22        | Angeturnt und durchgeknallt      | Wet n’ Wild                           | 22. Mai 1995         | 10. Okt. 1995                         | Paul Lazarus      | Kimmer Ringwald                     |

## Staffel 6
Die US-amerikanische Erstausstrahlung der sechsten Staffel erfolgte vom 25. September 1995 bis zum 13. Mai 1996 (Content-Syndication). Die deutschsprachige Erstausstrahlung fand vom 31. August 1996 bis zum 18. Januar 1997 auf dem Sender Sat.1 statt.
| Nr. (ges.) | Nr. (St.) | Deutscher Titel                            | Originaltitel                    | Erstausstrahlung USA | Deutschsprachige Erstausstrahlung (D) | Regie             | Drehbuch                           |
| ---------- | --------- | ------------------------------------------ | -------------------------------- | -------------------- | ------------------------------------- | ----------------- | ---------------------------------- |
| 112        | 1         | Gefangene des Meeres – Teil 1              | Trapped Beneath The Sea – Part 1 | 25. Sep. 1995        | 31. Aug. 1996                         | Gregory J. Bonann | Michael Berk                       |
| 113        | 2         | Gefangene des Meeres – Teil 2              | Trapped Beneath The Sea – Part 2 | 2. Okt. 1995         | 7. Sep. 1996                          | Gregory J. Bonann | Michael Berk                       |
| 114        | 3         | Malibu in Flammen                          | Hot Stuff                        | 9. Okt. 1995         | 14. Sep. 1996                         | Georg Fenady      | David Braff                        |
| 115        | 4         | Alarm in der Diabolo-Bucht                 | Surf’s Up                        | 16. Okt. 1995        | 21. Sep. 1996                         | Gus Trikonis      | David Braff                        |
| 116        | 5         | Wolken am Horizont                         | To Everything There Is a Season  | 23. Okt. 1995        | 28. Sep. 1996                         | Douglas Schwartz  | Deborah Schwartz                   |
| 117        | 6         | Teamwork                                   | Leap of Faith                    | 30. Okt. 1995        | 5. Okt. 1996                          | Douglas Schwartz  | Deborah Schwartz                   |
| 118        | 7         | Der Angst zum Trotz                        | Face of Fear                     | 6. Nov. 1995         | 12. Okt. 1996                         | Douglas Schwartz  | Deborah Schwartz                   |
| 119        | 8         | Fahrerflucht                               | Hit and Run                      | 13. Nov. 1995        | 19. Okt. 1996                         | Gus Trikonis      | Grant Rosenberg                    |
| 120        | 9         | Endlich zuhause?                           | Home Is Where the Heat Is        | 20. Nov. 1995        | 26. Okt. 1996                         | Lewis Stout       | Michael Berk                       |
| 121        | 10        | Schöne Träume                              | Sweet Dreams                     | 27. Nov. 1995        | 2. Nov. 1996                          | Gregory J. Bonann | Tanquil Lisa Collins               |
| 122        | 11        | Der Cowboy                                 | The Incident                     | 15. Jan. 1996        | 30. Nov. 1996                         | Gregory J. Bonann | Kimmer Ringwald                    |
| 123        | 12        | Das Ungeheuer von Malibu                   | Beauty and the Beast             | 29. Jan. 1996        | 28. Dez. 1996                         | David W. Hagar    | David Braff                        |
| 124        | 13        | Mörderischer Ausflug                       | Desperate Encounter              | 5. Feb. 1996         | 16. Nov. 1996                         | Douglas Schwartz  | Deborah Schwartz                   |
| 125        | 14        | Drei Engel für Logan                       | Baywatch Angels                  | 12. Feb. 1996        | 21. Dez. 1996                         | Georg Fenady      | Michele Berk & Susan Hamilton Brin |
| 126        | 15        | Starke Männer                              | Bash at the Beach                | 19. Feb. 1996        | 4. Jan. 1997                          | Douglas Schwartz  | Deborah Schwartz                   |
| 127        | 16        | Nochmal Glück gehabt                       | Freefall                         | 26. Feb. 1996        | 9. Nov. 1996                          | Michael Berk      | Michael Berk                       |
| 128        | 17        | Joey findet eine Familie                   | Sail Away                        | 18. März 1996        | 23. Nov. 1996                         | Paul Cajero       | David Braff                        |
| 129        | 18        | Verlorene Erinnerungen                     | Lost and Found                   | 25. März 1996        | 14. Dez. 1996                         | Reza Badiyi       | Evan Somers                        |
| 130        | 19        | Hawaii kann auch ganz anders sein – Teil 1 | Forbidden Paradise – Part 1      | 22. Apr. 1996        | 17. Aug. 1996                         | Douglas Schwartz  | Deborah Schwartz                   |
| 131        | 20        | Hawaii kann auch ganz anders sein – Teil 2 | Forbidden Paradise – Part 2      | 29. Apr. 1996        | 24. Aug. 1996                         | Douglas Schwartz  | Deborah Schwartz                   |
| 132        | 21        | Die letzte Welle                           | Last Wave                        | 6. Mai 1996          | 11. Jan. 1997                         | Reza Badiyi       | David Braff & Tanquil Lisa Collins |
| 133        | 22        | Gold!                                      | Go for the Gold                  | 13. Mai 1996         | 18. Jan. 1997                         | Peter H. Hunt     | David Braff                        |

## Staffel 7
Die US-amerikanische Erstausstrahlung der siebten Staffel erfolgte vom 23. September 1996 bis zum 12. Mai 1997 (Content-Syndication). Die deutschsprachige Erstausstrahlung fand vom 3. März bis zum 2. April 1998 auf dem Sender Sat.1 statt.
| Nr. (ges.) | Nr. (St.) | Deutscher Titel            | Originaltitel                | Erstausstrahlung USA | Deutschsprachige Erstausstrahlung (D) | Regie             | Drehbuch                                                 |
| ---------- | --------- | -------------------------- | ---------------------------- | -------------------- | ------------------------------------- | ----------------- | -------------------------------------------------------- |
| 134        | 1         | Hai-Fieber                 | Shark Fever                  | 23. Sep. 1996        | 3. März 1998                          | Gregory J. Bonann | David Braff                                              |
| 135        | 2         | Der Schönheitswettbewerb   | The Contest                  | 30. Sep. 1996        | 4. März 1998                          | Reza Badiyi       | Michael Berk                                             |
| 136        | 3         | Casey Jean                 | Liquid Assets                | 7. Okt. 1996         | 5. März 1998                          | Reza Badiyi       | Michael Berk                                             |
| 137        | 4         | Der 5000-Dollar-Mann       | Windswept                    | 14. Okt. 1996        | 6. März 1998                          | Georg Fenady      | David Braff                                              |
| 138        | 5         | Kein Tag wie jeder andere  | Scorcher                     | 21. Okt. 1996        | 9. März 1998                          | Gregory J. Bonann | Kimmer Ringwald                                          |
| 139        | 6         | Die Beachblast-Spiele      | Beach Blast                  | 28. Okt. 1996        | 10. März 1998                         | Douglas Schwartz  | Kimmer Ringwald Idee: Deborah Schwartz                   |
| 140        | 7         | Lieber Besuch              | Guess Who’s Coming to Dinner | 4. Nov. 1996         | 11. März 1998                         | Douglas Schwartz  | Deborah Schwartz                                         |
| 141        | 8         | Männer aus Stahl           | Let the Games Begin          | 11. Nov. 1996        | 12. März 1998                         | Gregory J. Bonann | Tanquil Lisa Collins                                     |
| 142        | 9         | Ohne Donna geht es nicht   | Buried                       | 18. Nov. 1996        | 13. März 1998                         | David W. Hagar    | David Braff                                              |
| 143        | 10        | Feuer und Wasser           | Search and Rescue            | 13. Jan. 1997        | 16. März 1998                         | Gregory J. Bonann | Michael Berk                                             |
| 144        | 11        | Müllkippe Ozean            | Heal the Bay                 | 27. Jan. 1997        | 17. März 1998                         | Gus Trikonis      | Kimmer Ringwald                                          |
| 145        | 12        | Die portugiesische Galeere | Bachelor of the Month        | 3. Feb. 1997         | 18. März 1998                         | Reza Badiyi       | David Braff                                              |
| 146        | 13        | Ein Abschied für immer     | Chance of a Lifetime         | 10. Feb. 1997        | 19. März 1998                         | Douglas Schwartz  | Deborah Schwartz                                         |
| 147        | 14        | Mitch in der Talkshow      | Talk Show                    | 17. Feb. 1997        | 20. März 1998                         | Gregory J. Bonann | Kimmer Ringwald                                          |
| 148        | 15        | Der rettende Engel         | Life-Guardian                | 24. Feb. 1997        | 23. März 1998                         | Gregory J. Bonann | Tanquil Lisa Collins                                     |
| 149        | 16        | Heimliche Liebe?           | Matters of the Heart         | 3. März 1997         | 24. März 1998                         | Michael Berk      | Kimmer Ringwald                                          |
| 150        | 17        | Rendezvous am Meeresgrund  | Rendezvous                   | 7. Apr. 1997         | 25. März 1998                         | Gus Trikonis      | Kimmer Ringwald                                          |
| 151        | 18        | Tödliche Bakterien         | Hot Water                    | 14. Apr. 1997        | 27. März 1998                         | Lewis Stout       | Michele Berk & Susan Hamilton Brin                       |
| 152        | 19        | Caroline unter Anklage     | Trial By Fire                | 21. Apr. 1997        | 31. März 1998                         | Lewis Stout       | David Braff                                              |
| 153        | 20        | Mein Freund Leo            | Baywatch at Sea World        | 28. Apr. 1997        | 30. März 1998                         | Douglas Schwartz  | Deborah Schwartz Idee: Deborah Schwartz & Kevin L. Beggs |
| 154        | 21        | Jamie packt es!            | Golden Girls                 | 5. Mai 1997          | 1. Apr. 1998                          | Gus Trikonis      | David Braff                                              |
| 155        | 22        | Das Phantom am Pier        | Nevermore                    | 12. Mai 1997         | 2. Apr. 1998                          | Douglas Schwartz  | Deborah Schwartz                                         |

## Staffel 8
Die US-amerikanische Erstausstrahlung der achten Staffel erfolgte vom 22. September 1997 bis zum 18. Mai 1998 (Content-Syndication). Die deutschsprachige Erstausstrahlung fand vom 8. Februar bis zum 9. März 1999 auf dem Sender DF1 Herz & Co statt.
| Nr. (ges.) | Nr. (St.) | Deutscher Titel                  | Originaltitel                         | Erstausstrahlung USA | Deutschsprachige Erstausstrahlung (D) | Regie               | Drehbuch                            |
| ---------- | --------- | -------------------------------- | ------------------------------------- | -------------------- | ------------------------------------- | ------------------- | ----------------------------------- |
| 156        | 1         | Die Zeit der Entscheidung        | Rookie Summer                         | 22. Sep. 1997        | 8. Feb. 1999                          | Gregory J. Bonann   | David Braff                         |
| 157        | 2         | Die nächste Generation           | Next Generation                       | 29. Sep. 1997        | 9. Feb. 1999                          | Gregory J. Bonann   | David Braff                         |
| 158        | 3         | Taylor gegen Jack                | The Choice                            | 6. Okt. 1997         | 10. Feb. 1999                         | Gregory J. Bonann   | Gillian Horvath                     |
| 159        | 4         | Der große Unbekannte             | Memorial Day                          | 13. Okt. 1997        | 11. Feb. 1999                         | Gregory J. Bonann   | Kimmer Ringwald                     |
| 160        | 5         | Helden sterben jung              | Charlie                               | 20. Okt. 1997        | 12. Feb. 1999                         | Gregory J. Bonann   | Tanquil Lisa Collins                |
| 161        | 6         | Ein Maulwurf bei Baywatch        | Lifeguard Confidential                | 27. Okt. 1997        | 15. Feb. 1999                         | David W. Hagar      | Michael Berk                        |
| 162        | 7         | Aus heiterem Himmel              | Out of the Blue                       | 3. Nov. 1997         | 16. Feb. 1999                         | Parker Stevenson    | David Braff                         |
| 163        | 8         | Der gigantische Zitteraal        | Eel Nino                              | 10. Nov. 1997        | 17. Feb. 1999                         | Douglas Schwartz    | Gillian Horvath                     |
| 164        | 9         | Der alte Indianer                | Homecoming                            | 17. Nov. 1997        | 18. Feb. 1999                         | Paul Cajero         | Kimmer Ringwald                     |
| 165        | 10        | Ein schwarzer Tag für Baywatch   | Missing                               | 24. Nov. 1997        | 22. Feb. 1999                         | Parker Stevenson    | David Braff                         |
| 166        | 11        | Neelys Geständnis                | Hijacked                              | 1. Dez. 1997         | 26. Feb. 1999                         | Robert Weaver       | Gillian Horvath                     |
| 167        | 12        | Gibt es ein Zurück?              | No Way Out                            | 26. Jan. 1998        | 1. März 1999                          | Gregory J. Bonann   | Tanquil Lisa Collins                |
| 168        | 13        | Jede Sekunde zählt               | Countdown                             | 2. Feb. 1998         | 23. Feb. 1999                         | Rick Jacobson       | Tanquil Lisa Collins                |
| 169        | 14        | Verwirrung der Gefühle           | Surf City                             | 9. Feb. 1998         | 19. Feb. 1999                         | Gregory J. Bonann   | David Braff                         |
| 170        | 15        | Wenn die Welt verstummt          | To the Max                            | 16. Feb. 1998        | 25. Feb. 1999                         | Douglas Schwartz    | Deborah Schwartz                    |
| 171        | 16        | Neely und der Drogendealer       | Night of the Dolphin                  | 23. Feb. 1998        | 2. März 1999                          | Tracy Lynch Britton | Kimmer Ringwald                     |
| 172        | 17        | Voll Stoff                       | Full Throttle                         | 2. März 1998         | 24. Feb. 1999                         | Lewis Stout         | Kimmer Ringwald                     |
| 173        | 18        | Unter Quarantäne                 | Quarantine                            | 20. Apr. 1998        | 3. März 1999                          | Douglas Schwartz    | Kim Weiskopf                        |
| 174        | 19        | Die Teufelin                     | Diabolique                            | 27. Apr. 1998        | 4. März 1999                          | Parker Stevenson    | Kimmer Ringwald                     |
| 175        | 20        | Die Spur führt nach Alaska       | Bon Voyage                            | 4. Mai 1998          | 5. März 1999                          | Douglas Schwartz    | David Braff                         |
| 176        | 21        | Traumschiff nach Alaska – Teil 1 | White Thunder At Glacier Bay – Part 1 | 11. Mai 1998         | 8. März 1999                          | Douglas Schwartz    | Michael Berk Idee: Deborah Schwartz |
| 177        | 22        | Traumschiff nach Alaska – Teil 2 | White Thunder At Glacier Bay – Part 2 | 18. Mai 1998         | 9. März 1999                          | Douglas Schwartz    | Michael Berk Idee: Deborah Schwartz |

## Staffel 9
Die US-amerikanische Erstausstrahlung der neunten Staffel erfolgte vom 21. September 1998 bis zum 17. Mai 1999 (Content-Syndication). Die deutschsprachige Erstausstrahlung fand vom 4. Oktober bis zum 9. November 1999 auf dem Sender Sat.1 statt.
| Nr. (ges.) | Nr. (St.) | Deutscher Titel              | Originaltitel                | Erstausstrahlung USA | Deutschsprachige Erstausstrahlung (D) | Regie             | Drehbuch                 |
| ---------- | --------- | ---------------------------- | ---------------------------- | -------------------- | ------------------------------------- | ----------------- | ------------------------ |
| 178        | 1         | Der Flugzeugabsturz – Teil 1 | The Crash – Part 1           | 21. Sep. 1998        | 4. Okt. 1999                          | Gregory J. Bonann | David Braff              |
| 179        | 2         | Der Flugzeugabsturz – Teil 2 | The Crash – Part 2           | 28. Sep. 1998        | 5. Okt. 1999                          | Gregory J. Bonann | David Braff              |
| 180        | 3         | Haie, Lügen und ein Wunder   | Sharks, Lies and Videotape   | 5. Okt. 1998         | 6. Okt. 1999                          | Parker Stevenson  | Maggie Marshall          |
| 181        | 4         | Timmy und die Delphine       | Dolphin Quest                | 12. Okt. 1998        | 7. Okt. 1999                          | Gregory J. Bonann | Tanquil Lisa Collins     |
| 182        | 5         | Das Phantom vom Strand       | The Natural                  | 19. Okt. 1998        | 11. Okt. 1999                         | Rick Jacobson     | Sherri Ziff              |
| 183        | 6         | Gefahr in der Brandungszone  | Drop Zone                    | 26. Okt. 1998        | 12. Okt. 1999                         | David W. Hagar    | Kimmer Ringwald          |
| 184        | 7         | Hobie unter Anklage          | Hot Summer Night             | 2. Nov. 1998         | 13. Okt. 1999                         | Rick Jacobson     | Kimmer Ringwald          |
| 185        | 8         | Unerwünschte Hilfe           | Swept Away                   | 9. Nov. 1998         | 14. Okt. 1999                         | Lewis Stout       | David Braff              |
| 186        | 9         | Zwei Helden, eine Medaille   | The Swimmer                  | 16. Nov. 1998        | 18. Okt. 1999                         | Gregory J. Bonann | Kimmer Ringwald          |
| 187        | 10        | Kayla und Morton             | Friends Forever              | 23. Nov. 1998        | 19. Okt. 1999                         | Douglas Schwartz  | Deborah Schwartz         |
| 188        | 11        | Die Olympiade ruft           | The Edge                     | 14. Dez. 1998        | 20. Okt. 1999                         | Robert Weaver     | Steven Barnes            |
| 189        | 12        | Jessie will’s wissen         | The Big Blue                 | 11. Jan. 1999        | 21. Okt. 1999                         | Gregory J. Bonann | Tanquil Lisa Collins     |
| 190        | 13        | Hilferuf von Tanner          | Come Fly With Me             | 18. Jan. 1999        | 25. Okt. 1999                         | David Hasselhoff  | David Braff              |
| 191        | 14        | Die Pechsträhne              | Boys Will Be Boys            | 1. Feb. 1999         | 26. Okt. 1999                         | Georg Fenady      | Kimmer Ringwald          |
| 192        | 15        | Der Ersatzmann               | Grand Prix                   | 8. Feb. 1999         | 27. Okt. 1999                         | Georg Fenady      | David Braff              |
| 193        | 16        | Australien ruft – Teil 1     | Baywatch Down Under – Part 1 | 15. Feb. 1999        | 28. Okt. 1999                         | Gregory J. Bonann | Maurice Hurley           |
| 194        | 17        | Australien ruft – Teil 2     | Baywatch Down Under – Part 2 | 22. Feb. 1999        | 1. Nov. 1999                          | Gregory J. Bonann | Maurice Hurley           |
| 195        | 18        | Die blonde Virtuosin         | Water Dance                  | 22. März 1999        | 2. Nov. 1999                          | Douglas Schwartz  | John Whelpley            |
| 196        | 19        | Der Mann mit der Schusswunde | Double Jeopardy              | 26. Apr. 1999        | 3. Nov. 1999                          | Parker Stevenson  | Carey Hayes & Chad Hayes |
| 197        | 20        | Die Wellen schlagen hoch     | Wave Rage                    | 3. Mai 1999          | 4. Nov. 1999                          | Parker Stevenson  | Kimmer Ringwald          |
| 198        | 21        | Die Galaxy Girls             | Galaxy Girls                 | 10. Mai 1999         | 8. Nov. 1999                          | Douglas Schwartz  | Kimmer Ringwald          |
| 199        | 22        | Der Unwiderstehliche         | Castles in the Sand          | 17. Mai 1999         | 9. Nov. 1999                          | Parker Stevenson  | David Braff              |

## Staffel 10 (Baywatch Hawaii – 1. Staffel)
Die US-amerikanische Erstausstrahlung der zehnten Staffel erfolgte vom 20. September 1999 bis zum 15. Mai 2000 (Content-Syndication). Die deutschsprachige Erstausstrahlung fand vom 2. Juli bis zum 26. November 2000 auf dem Sender Sat.1 statt.
| Nr. (ges.) | Nr. (St.) | Deutscher Titel                   | Originaltitel            | Erstausstrahlung USA | Deutschsprachige Erstausstrahlung (D) | Regie             | Drehbuch                         |
| ---------- | --------- | --------------------------------- | ------------------------ | -------------------- | ------------------------------------- | ----------------- | -------------------------------- |
| 200        | 1         | Aloha Baywatch                    | Aloha, Baywatch          | 20. Sep. 1999        | 2. Juli 2000                          | Gregory J. Bonann | Maurice Hurley                   |
| 201        | 2         | Teamgeist über alles              | Mahalo, Hawaii           | 27. Sep. 1999        | 9. Juli 2000                          | Georg Fenady      | Maurice Hurley                   |
| 202        | 3         | Neu im Team                       | Weak Link                | 4. Okt. 1999         | 16. Juli 2000                         | Gregory J. Bonann | Donald R. Boyle                  |
| 203        | 4         | Die Legende von Mano              | Shark Island             | 11. Okt. 1999        | 23. Juli 2000                         | Georg Fenady      | Donald R. Boyle                  |
| 204        | 5         | Nacht der Entscheidung            | Strike Team              | 18. Okt. 1999        | 30. Juli 2000                         | Gregory J. Bonann | Maurice Hurley                   |
| 205        | 6         | Ein Sonntag in Kaua’i             | Sunday in Kauai          | 25. Okt. 1999        | 6. Aug. 2000                          | Gregory J. Bonann | Maurice Hurley & Donald R. Boyle |
| 206        | 7         | La Maze-Methode                   | Risk to Death            | 1. Nov. 1999         | 13. Aug. 2000                         | Georg Fenady      | Maurice Hurley & Donald R. Boyle |
| 207        | 8         | Zu jung zum Heiraten?             | Father of the Groom      | 8. Nov. 1999         | 20. Aug. 2000                         | Lewis Stout       | Donald R. Boyle                  |
| 208        | 9         | Jagt die Jäger!                   | The Hunt                 | 15. Nov. 1999        | 27. Aug. 2000                         | Georg Fenady      | John Whelpley                    |
| 209        | 10        | Goldrausch                        | Gold From the Deep       | 22. Nov. 1999        | 3. Sep. 2000                          | Robert Weaver     | Maurice Hurley & Donald R. Boyle |
| 210        | 11        | Tödlicher Dekompressionsunfall    | Bent                     | 6. Dez. 1999         | 10. Sep. 2000                         | Robert Weaver     | Maurice Hurley & Donald R. Boyle |
| 211        | 12        | Gegen den Strom                   | Path of Least Resistance | 13. Dez. 1999        | 17. Sep. 2000                         | Rick Jacobson     | Maurice Hurley & Donald R. Boyle |
| 212        | 13        | Eintritt in eine unbekannte Welt  | Liquid Visions           | 17. Jan. 2000        | 24. Sep. 2000                         | Gregory J. Bonann | Calvin Clements Jr.              |
| 213        | 14        | Bis hierher und nicht weiter!     | Lines in the Sand        | 31. Jan. 2000        | 1. Okt. 2000                          | Gregory J. Bonann | Maurice Hurley & Donald R. Boyle |
| 214        | 15        | Finger weg vom Chef!              | The Hero                 | 7. Feb. 2000         | 8. Okt. 2000                          | Rick Jacobson     | Maurice Hurley & Donald R. Boyle |
| 215        | 16        | Wie vom Erdboden verschluckt      | Thunder Tide             | 14. Feb. 2000        | 15. Okt. 2000                         | Gregory J. Bonann | Maurice Hurley & Donald R. Boyle |
| 216        | 17        | Der Auserwählte                   | Breath of Life           | 21. Feb. 2000        | 22. Okt. 2000                         | Rick Jacobson     | Tanquil Lisa Collins             |
| 217        | 18        | Niemand ist unverwundbar          | Big Island Heat          | 13. März 2000        | 29. Okt. 2000                         | Rick Jacobson     | Maurice Hurley & Donald R. Boyle |
| 218        | 19        | XTerra-Weltmeisterschaft auf Maui | Maui Xterra              | 24. Apr. 2000        | 5. Nov. 2000                          | Gregory J. Bonann | Calvin Clements Jr.              |
| 219        | 20        | Ein Wochenende zu Zweit?          | Baywatch O’Hana          | 1. Mai 2000          | 12. Nov. 2000                         | Rick Jacobson     | Maurice Hurley & Donald R. Boyle |
| 220        | 21        | Vergessen ausgeschlossen          | Last Rescue              | 8. Mai 2000          | 19. Nov. 2000                         | Gregory J. Bonann | Rick Husky                       |
| 221        | 22        | Tod am Riff                       | The Killing Machine      | 15. Mai 2000         | 26. Nov. 2000                         | Lewis Stout       | Michael Sloan                    |

## Staffel 11 (Baywatch Hawaii – 2. Staffel)
Die US-amerikanische Erstausstrahlung der elften Staffel erfolgte vom 2. Oktober 2000 bis zum 14. Mai 2001 (Content-Syndication). Die deutschsprachige Erstausstrahlung fand vom 19. Juli bis zum 28. September 2008 auf dem Sender Das Vierte statt.
| Nr. (ges.) | Nr. (St.) | Deutscher Titel                            | Originaltitel         | Erstausstrahlung USA | Deutschsprachige Erstausstrahlung (D) | Regie              | Drehbuch                                |
| ---------- | --------- | ------------------------------------------ | --------------------- | -------------------- | ------------------------------------- | ------------------ | --------------------------------------- |
| 222        | 1         | Der wahre Held                             | Soul Survivor         | 2. Okt. 2000         | 19. Juli 2008                         | Frank South        | Frank South                             |
| 223        | 2         | Sean in Bedrängnis                         | A Knife in the Heart  | 9. Okt. 2000         | 20. Juli 2008                         | Jefferson Kibbee   | Frederick Rappaport                     |
| 224        | 3         | Sponsor gesucht!                           | Bad Boyz              | 16. Okt. 2000        | 26. Juli 2008                         | Jefferson Kibbee   | Kristy Dobkin                           |
| 225        | 4         | Auf der Suche nach dem Kick                | Dangerous Games       | 23. Okt. 2000        | 27. Juli 2008                         | Anson Williams     | André Jacquemetton & Maria Jacquemetton |
| 226        | 5         | Herzschmerzen                              | Stone Cold            | 30. Okt. 2000        | 2. Aug. 2008                          | Anson Williams     | Frank South                             |
| 227        | 6         | Nur leere Versprechungen                   | Broken Promises       | 6. Nov. 2000         | 3. Aug. 2008                          | Jefferson Kibbee   | Frederick Rappaport                     |
| 228        | 7         | Jenna im Siegesrausch                      | Dream Girl            | 13. Nov. 2000        | 9. Aug. 2008                          | Anson Williams     | Kristy Dobkin                           |
| 229        | 8         | Im Käfig                                   | The Cage              | 20. Nov. 2000        | 10. Aug. 2008                         | Rick Jacobson      | André Jacquemetton & Maria Jacquemetton |
| 230        | 9         | Heilendes Gewässer                         | Ben                   | 27. Nov. 2000        | 16. Aug. 2008                         | Gregory J. Bonann  | Kristy Dobkin                           |
| 231        | 10        | Tochter vermisst!                          | Ties That Bind        | 4. Dez. 2000         | 17. Aug. 2008                         | Gabrielle Beaumont | Frederick Rappaport                     |
| 232        | 11        | Trauernde Witwe oder kaltblütige Mörderin? | Black Widow           | 11. Dez. 2000        | 23. Aug. 2008                         | Gabrielle Beaumont | André Jacquemetton & Maria Jacquemetton |
| 233        | 12        | Fischblut in den Adern                     | The Ex-Files          | 29. Jan. 2001        | 24. Aug. 2008                         | David W. Hagar     | Frank South                             |
| 234        | 13        | Im Liebeswahn                              | The Stalker           | 5. Feb. 2001         | 30. Aug. 2008                         | Rick Jacobson      | Kristy Dobkin                           |
| 235        | 14        | Ich gewinne!                               | Father Faust          | 12. Feb. 2001        | 31. Aug. 2008                         | Rick Jacobson      | Frank South                             |
| 236        | 15        | Hurrikan Honu                              | A Good Man in a Storm | 19. Feb. 2001        | 6. Sep. 2008                          | Anson Williams     | Frederick Rappaport                     |
| 237        | 16        | Stadträtin auf Crash-Kurs                  | My Father, the Hero   | 26. Feb. 2001        | 7. Sep. 2008                          | Anson Williams     | André Jacquemetton & Maria Jacquemetton |
| 238        | 17        | Die falsche Prinzessin                     | Boiling Point         | 9. Apr. 2001         | 13. Sep. 2008                         | Gary Capo          | Frederick Rappaport                     |
| 239        | 18        | Chance auf Versöhnung                      | The Return of Jessie  | 16. Apr. 2001        | 14. Sep. 2008                         | Jefferson Kibbee   | D. Howard Grigsby                       |
| 240        | 19        | Giftmüll im Meer                           | Trapped               | 23. Apr. 2001        | 20. Sep. 2008                         | Anson Williams     | Kristy Dobkin                           |
| 241        | 20        | Showdown 2001                              | Dead Reckoning        | 30. Apr. 2001        | 21. Sep. 2008                         | Jefferson Kibbee   | Frederick Rappaport                     |
| 242        | 21        | Fotosession auf Moloka’i                   | Makapu’u Lighthouse   | 7. Mai 2001          | 27. Sep. 2008                         | Rick Jacobson      | Frank South                             |
| 243        | 22        | Spätes Happy-End                           | Rescue Me             | 14. Mai 2001         | 28. Sep. 2008                         | David W. Hagar     | Frank South                             |